# Araparera
La rivière Araparera (anglais : Araparera River) est une petite rivière du district de Rodney dans la région d'Auckland dans l'Île du Nord de Nouvelle-Zélande.

## Géographie
Elle s'écoule vers l'ouest dans un bras situé au sud-est de Kaipara Harbour. De 12 km de longueur.